# Sercœur
Sercœur é uma comuna francesa na região administrativa do Grande Leste, no departamento de Vosges. Estende-se por uma área de 9.18 km². Em 2010 a comuna tinha 245 habitantes (densidade: 26,7 hab./km²).